# Spits
 (octobre 2022).
Si vous disposez d'ouvrages ou d'articles de référence ou si vous connaissez des sites web de qualité traitant du thème abordé ici, merci de compléter l'article en donnant les références utiles à sa vérifiabilité et en les liant à la section « Notes et références ».
Sp!ts (ou Spitsnieuws) était un journal gratuit néerlandais publié au format tabloid. Créé en 1999, il constituait le concurrent direct de Metro aux Pays-Bas, et était la propriété du Mediahuis Nederland. Il était publié quotidiennement du lundi au vendredi et principalement distribué aux usagers des transports en commun. Avec un tirage d'environ 500 000 numéros par jour, il bénéficiait ainsi d'un lectorat de l'ordre de deux millions de personnes. Son siège était situé à Amsterdam.